# Gladys George
Gladys George, född Gladys Clare Evans, 13 september 1900 i Patten, Maine, död 8 december 1954 i Los Angeles, Kalifornien, var en amerikansk skådespelare. George filmdebuterade 1919 och medverkade i nära 40 filmer. 1937 blev hon Oscarsnominerad för bästa kvinnliga huvudroll i filmen Valiant Is the Word for Carrie. Hon avled till följd av hjärnblödning 1954.

## Filmografi, urval
- 1937 – Valiant Is the Word for Carrie
- 1937 – Man gav honom vapen
- 1938 – Marie Antoinette
- 1939 – Mannen som kom tillbaka
- 1939 – Då lagen var maktlös
- 1940 – Hämnaren från Alcatraz
- 1941 – Riddarfalken från Malta
- 1943 – Nobody's Darling
- 1943 – Karriär på Broadway
- 1944 – Att älska så...
- 1946 – De bästa åren
- 1949 – Flamingovägen
- 1950 – Brinnande guld
- 1951 – Polisstation 21
- 1951 – Silver City